# Бошњакизација
Бошњакизација или бошњачење је политиколошки и етнолошки појам којим се означава процес асимилације, односно превођења појединаца или група из њиховог матичног етничког корпуса у бошњачки етнички, односно национални корпус. Као комплексна и слојевита друштвена појава, бошњакизација се испољава у неколико различитих видова, првенствено у облику етничке асимилације, односно етничке акултурације.
Процес бошњакизације је првобитно покренут крајем 19. века, у склопу ширих етнополитичких пројеката аустроугарских власти у окупираној Босни и Херцеговини. Бошњакизација је била усмерена првенствено према муслиманском делу становништва Босне, а спровођена је путем претварања регионалног босанског, односно бошњачког идентитета у посебан бошњачки "етнички" идентитет. У исто време, бошњакизација се одликовала негирањем етничке самобитности Срба и Хрвата у Босни и Херцеговини. Први талас бошњакизације је окончан са пропашћу аустроугарске власти у Босни и Херцеговини (1918). Крајем 20. века, у време распада Југославије, покренут је нови талас бошњакизације, која је била усмерена првенствено према тадашњим југословенским Муслиманима. Кључни корак у правцу званичног прихватања бошњакизације као националне идеологије учињен је 1993. године на Првом бошњачком сабору у Сарајеву, када је одлучено да се дотадашњи југословенски Муслимани преименују у етничке Бошњаке. Тиме је отпочео нови процес бошњакизације, који представља окосницу савременог бошњачког национализма. На Косову и Метохији и даље је активан процес бошњакизације Горанаца и Торбеша.

## Карактеристике
Процес бошњакизације је зачет у Босни и Херцеговини, првобитно за време аустроугарске управе (1878—1918), када су осмишљени први политички пројекти у циљу стварања интегралне „босанске”, а потом и посебне „бошњачке” нације. Интегрални „босански” пројекат се показао неостваривим још за време аустроугарске управе, пошто су не само босански Срби, већ и босански Хрвати пружили одлучан отпор стварању интегралне „босанске” нације. Стога је тежиште пренето на посебан „бошњачки” пројекат, који је стекао извесно упориште у босанско-херцеговачком беговату. Кључну улогу у осмишљавању и спровођењу поменутих пројеката одиграо је аустроугарски министар Бенјамин Калај, који је од 1882. до 1903. године био надлежан за Босну и Херцеговину.
Један од првих идеолога бошњакизације био је Сафвет Башагић, који је припадао екстремном крилу бошњачког националног покрета, чија се идеологија огледала у отвореном и агресивном порицању националне посебности босанско-херцеговачких Срба и Хрвата. О размерама таквог екстремизма и шовинизма сведоче Башагићеви стихови, које је испевао 1891. године, а који су објављени у сарајевском листу "Бошњак", под покровитељством тадашњих аустроугарских окупационих власти у Босни и Херцеговини:
Znaš Bošnjače, nije davno bilo,

Sveg mi sv'jeta! nema petnaest ljeta,

Kad u našoj Bosni ponositoj

I junačkoj zemlji Hercegovoj,

Od Trebinja do brodskijeh vrata

Nije bilo Srba ni Hrvata.

A danas se kroza svoje hire

Oba stranca ko u svome šire.
Бошњачки пројекат је поново покренут у време распада Југославије, када су поједини прваци босанских Муслимана, међу којима су били Адил Зулфикарпашић, Мухамед Филиповић и Алија Изетбеговић, започели акцију у циљу преименовања етничких Муслимана у "Бошњаке". Почетком 1993. године, међу муслиманским првацима још увек није била постигнута општа сагласност о том питању, тако да је приликом тадашње ревизије Устава "Републике Босне и Херцеговине" задржана дотадашња народна одредница "Муслимани".
Међутим, након ескалације муслиманско-хрватског рата током лета исте године, дошло је до даље радикализације међу муслиманским челницима. Кључни корак у правцу званичног прихватања новог бошњачког имена учињен је у септембру 1993. године на Првом бошњачком сабору у Сарајеву, када је донета коначна политичка одлука о преименовању дотадашњих југословенских Муслимана у Бошњаке. Та одлука је потом и формално озваничена у марту 1994. године, када је донет Уставни закон о измјенама и допунама Устава Републике Босне и Херцеговине, чији је 7. члан гласио: "U Ustavu Republike Bosne i Hercegovine - Prečišćeni tekst, riječ ‘Muslimani’, u različitim padežima, zamjenjuje se riječju ‘Bošnjaci’, u odgovarajućem padežu".
Покренут из Сарајева, процес бошњачења је првобитно захватио Босну и Херцеговину, а потом се током наредних година проширио на североисточну Црну Гору и југозападну Србију, укључујући Рашку област, као и делове Косова и Метохије. Инсистирање на наметању бошњаштва и ширењу бошњачког пројекта изван саме Босне, наишло је на противљење код дела југословенских Муслимана првенствено у Србији и Црној Гори. Првобитни покушаји бошњачења нису били општеприхваћени међу етничким Муслиманима у Србији, тако да су први званични кораци ка усвајању бошњачких одредница учињени тек 1998. године, када је путем прегласавања донета одлука да се дотадашње Муслиманско национално вијеће Санџака преименује у Бошњачко национално вијеће Санџака.
Слични процеси су у исто време отпочели и на подручју Црне Горе, услед чега је међу тамошњим етничким Муслиманима дошло до озбиљних подела између присталица бошњакизације и поборника очувања традиционалног муслиманског имена. Успротививши се наметању бошњаштва, председник Матице муслиманске у Црној Гори, др Авдул Курпејовић је 2014. године изричито нагласио да се "великобошњачки националистички, исламски асимилаторски програм" темељи управо на Исламској декларацији Алије Изетбеговића.
Почевши од 1999. године, етнички Горанци се такође суочавају са притисцима у циљу бошњакизације, а политику вештачког претварања Горанаца у етничке "Бошњаке" отворено подржавају и Привремене институције самоуправе у Приштини. Претходно је муслимански живаљ Средачке жупе успешно побошњачен. Са сличним притисцима су се суочили и етнички Муслимани у Хрватској, којима се од стране заговорника бошњакизације оспорава употреба појма "Муслимани" као етничке одреднице, уз истовремено форсирање њиховог превођења у бошњачки национални корпус.

## Терминологија
У литератури и публицистици на српском језику, поред појма бошњакизација у истоветном значењу се употребљавају и појмови бошњачење, односно побошњавање или побошњачење, а такође и бошњакизовање. У литератури и публицистици на страним језицима, поред енглеског појма bosniakisation (односно bosniakization), такође се уоптребљавају: немачки појам bosniakisierung, француском појам bosniaquisation, италијански појам bosniacizzazione, руски појам бошнякизация, хрватски појам bošnjakiziranje, као и слични појмови на другим језицима.